# Ведові
Ведові (англ. Wedowee) — місто (англ. town) в США, в окрузі Рендолф штату Алабама. Населення — 737 осіб (2020).

## Географія

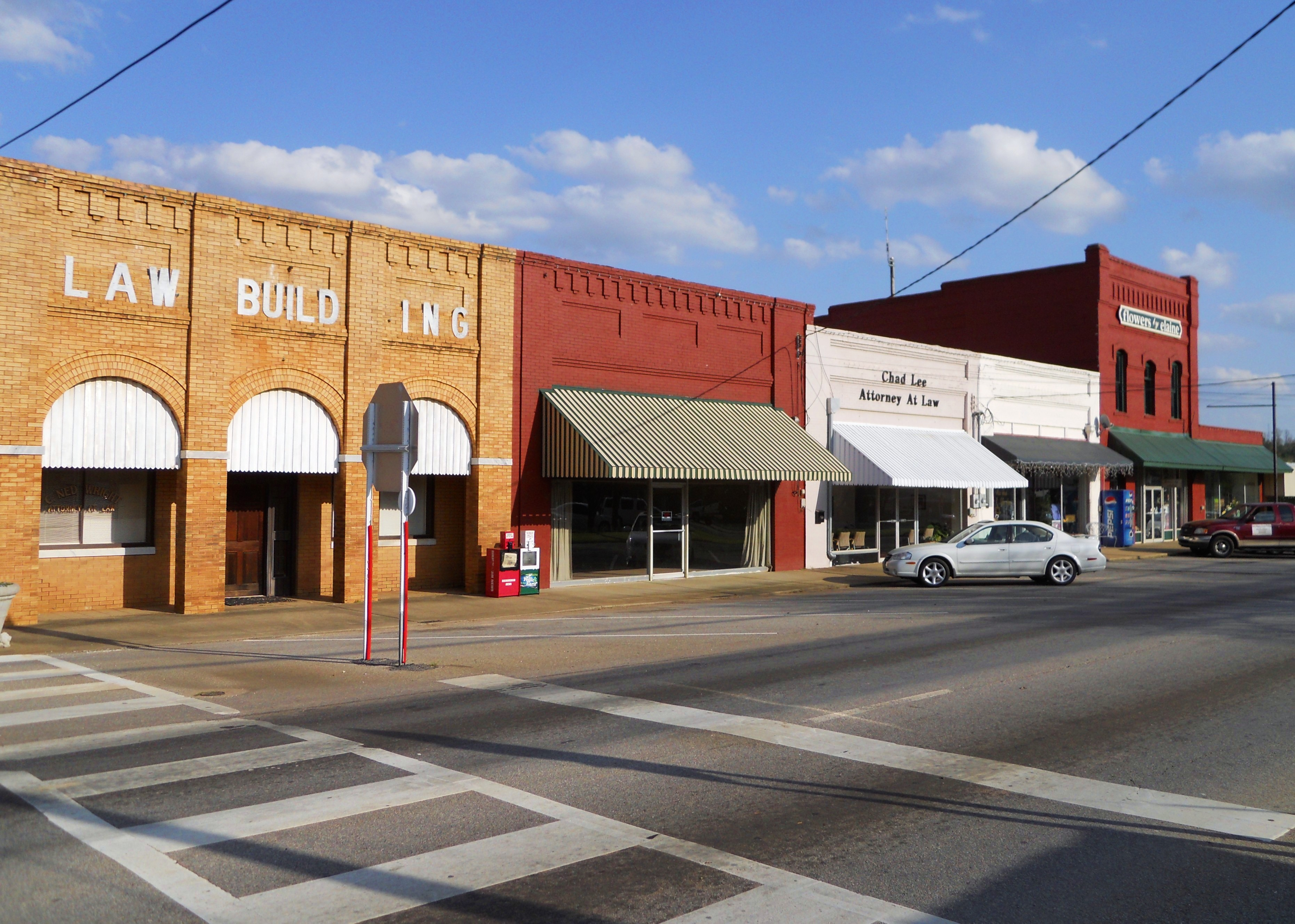
Центр Ведові

Ведові розташоване за координатами 33°18′29″ пн. ш. 85°29′11″ зх. д. / 33.30806° пн. ш. 85.48639° зх. д. (33.308004, -85.486500).  За даними Бюро перепису населення США в 2010 році місто мало площу 9,13 км², з яких 9,05 км² — суходіл та 0,08 км² — водойми.

## Демографія

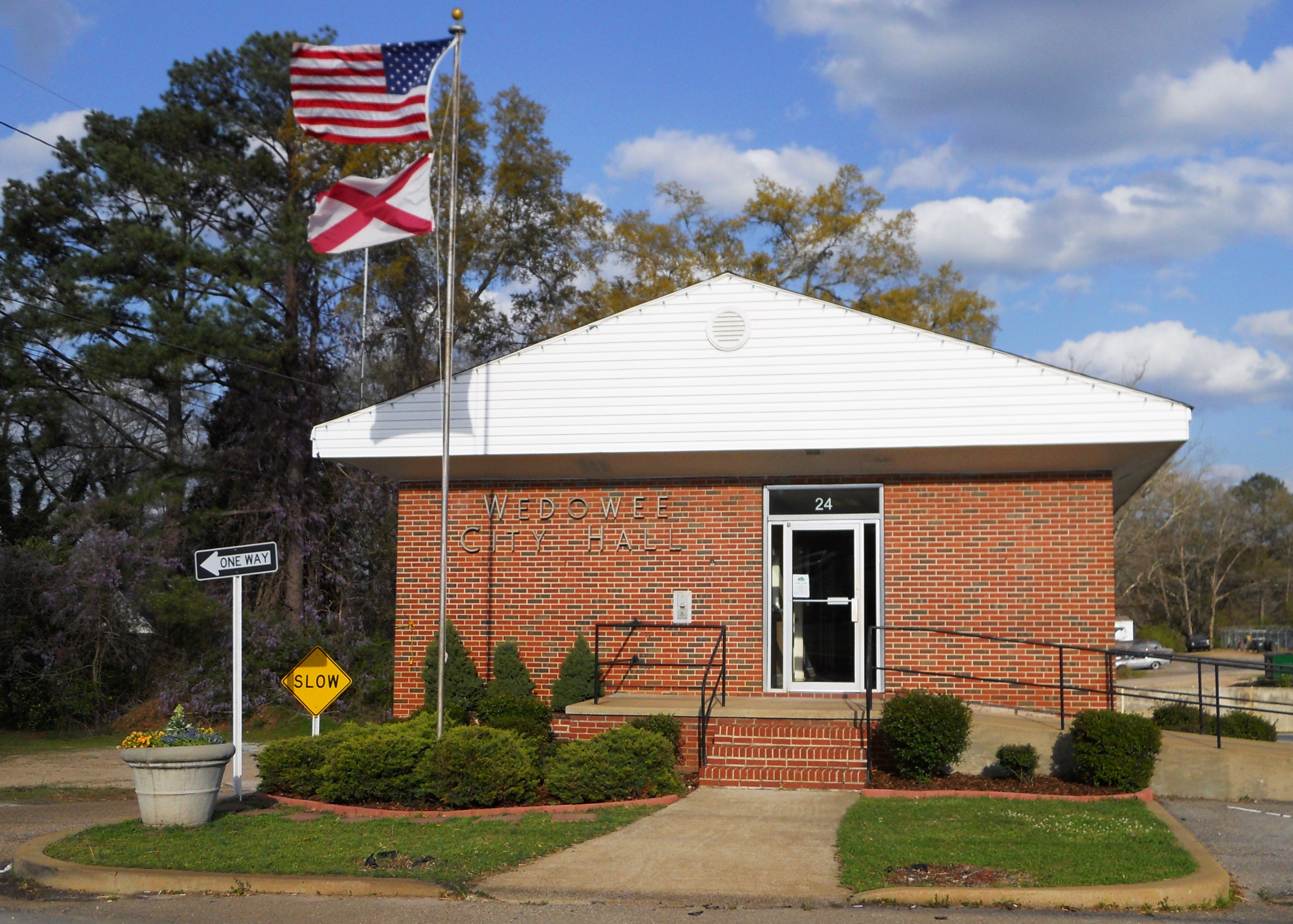
Мерія

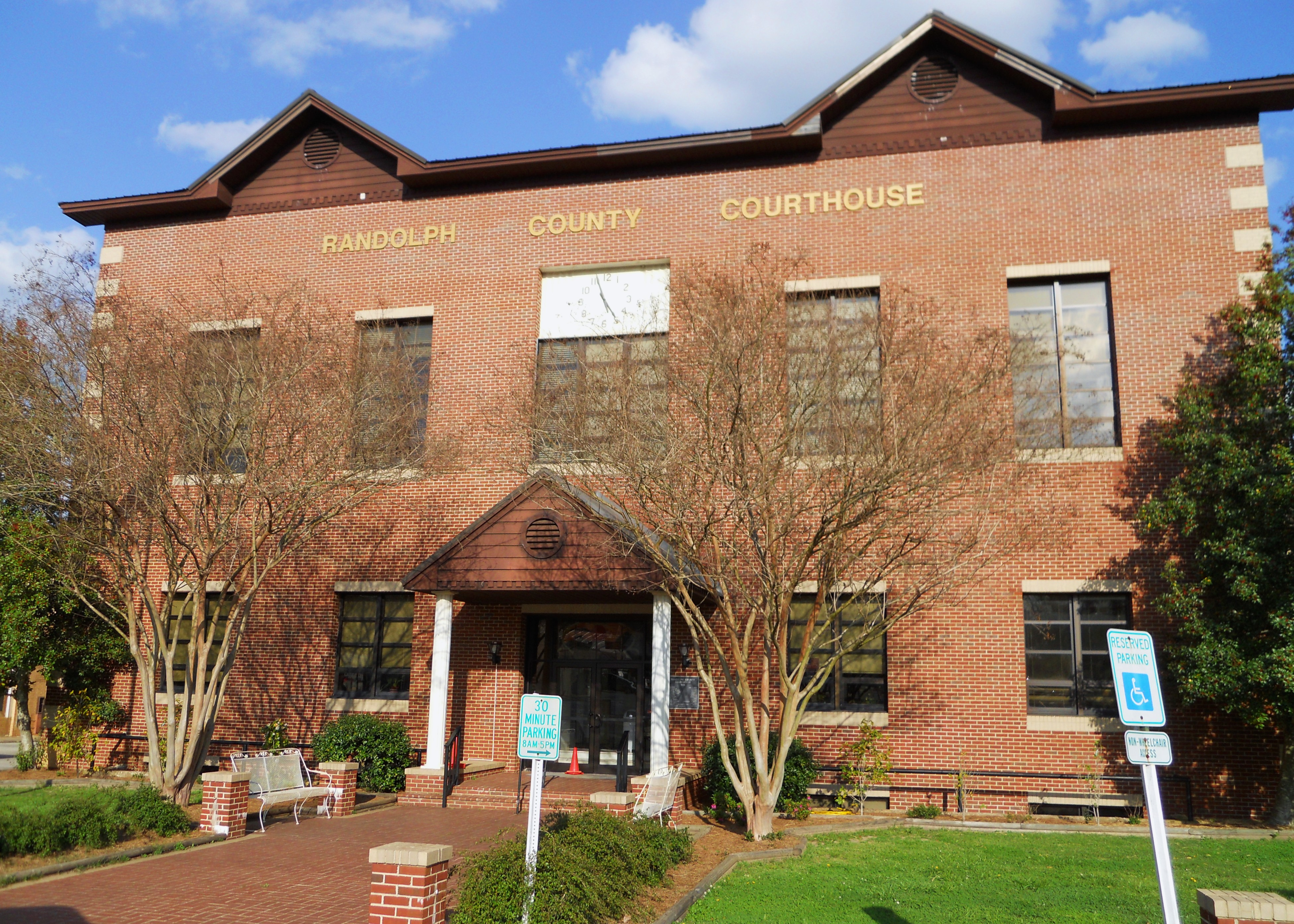
Окружний суд Рендолфа у Ведові

Згідно з переписом 2010 року, у місті мешкали 823 особи в 347 домогосподарствах у складі 225 родин. Густота населення становила 90 осіб/км².  Було 429 помешкань (47/км²).
Расовий склад населення:
| - 68,4 % — білих - 30,9 % — чорних або афроамериканців - 0,4 % — корінних американців - 0,1 % — азіатів |

До двох чи більше рас належало 0,2 %. Частка іспаномовних становила 1,3 % від усіх жителів.
За віковим діапазоном населення розподілялося таким чином: 18,7 % — особи молодші 18 років, 60,2 % — особи у віці 18—64 років, 21,1 % — особи у віці 65 років та старші. Медіана віку мешканця становила 44,7 року. На 100 осіб жіночої статі у місті припадало 97,4 чоловіків;  на 100 жінок у віці від 18 років та старших — 94,5 чоловіків також старших 18 років.
Середній дохід на одне домашнє господарство  становив 48 884 долари США (медіана — 26 574), а середній дохід на одну сім'ю — 72 338 доларів (медіана — 29 833). Медіана доходів становила 30 938 доларів для чоловіків та 21 875 доларів для жінок. За межею бідності перебувало 26,7 % осіб, у тому числі 30,6 % дітей у віці до 18 років та 13,3 % осіб у віці 65 років та старших.
Цивільне працевлаштоване населення становило 189 осіб. Основні галузі зайнятості: виробництво — 24,3 %, освіта, охорона здоров'я та соціальна допомога — 17,5 %, мистецтво, розваги та відпочинок — 12,7 %.